# Green Garter Band
A Green Garter Band az Oregoni Egyetem különféle eseményeken fellépő, tizenkét fős zenekara. Ugyan munkájukat egy oktató is segíti, a hallgatók nagyrészt maguk hoznak döntéseket.
Tagjai 6300 dolláros ösztöndíjban részesülnek.

## Yellow Garter Band
A belépési kérelmek növekvő száma miatt 2002-ben új zenekart hoztak létre Yellow Garter Band néven.

## Fordítás
- Ez a szócikk részben vagy egészben  a   Green Garter Band című angol Wikipédia-szócikk ezen változatának fordításán alapul.  Az eredeti cikk szerkesztőit annak laptörténete sorolja fel. Ez a jelzés csupán a megfogalmazás eredetét és a szerzői jogokat jelzi, nem szolgál a cikkben szereplő információk forrásmegjelöléseként.